# Hiroshi Suga
Hiroshi Suga (管 洋志, Suga Hiroshi), né en 1945 et mort le 10 avril 2013, est un photographe japonais particulièrement connu pour ses photographies de Bali. 

## Biographie
Hiroshi Suga naît dans l'arrondissement de Hakata-ku (Hakata), préfecture de Fukuoka, en 1945,. Il est diplômé de photographie de l'université Nihon,.
Il est lauréat de l'édition 1987 du prix Domon Ken pour des photographies de Bali,, et du prix du photographe japonais en 1998 pour ses photographies de Birmanie,,,. Il a été professeur à l'université Nihon.

## Publications

### Album de Suga
- Makai, tenkai, fujigikai, Bari (魔界・天界・不思議界・バリ?). Tokyo : Kodansha, 1983.  (ISBN 4-06-200538-7). Photographies de Bali.
- Bari miwaku: Suga Hiroshi sakuhinshū (バリ魅惑　管洋志作品集?). Tokyo : Genkō-sha.  (ISBN 4-7683-0026-X). Texte de Morio Kitahara (北原守夫?). Photographies de Bali.
- Ajia mugen-kō: Suga Hiroshi sakuhinshū (アジア夢幻行　管洋志作品集?) / Strides Across Images of Asia. Photo Salon. Tokyo : Genkō-sha, 1987.  (ISBN 4-7683-0004-9).
- Dai-Nikkō: Suga Hiroshi shashinshū (大日光 管洋志写真?). Tokyo : Kodansha, 1991.  (ISBN 4-06-204888-4). Photographies de Nikkō.
- Hakata Gion Yamagasa (博多祇園山笠?). Fukuoka: Kaichōsha, 1995.  (ISBN 4-87415-114-0).
- Etsunan saisai[6] (越南彩彩?). Ajia Minzoku Shashin Sōsho 17. Tokyo : Hirakawa Shuppansha, 1996.  (ISBN 4-89203-278-6). Photographies du Vietnam.
- Myanmā ōgon: Suga Hiroshi shashin (ミャンマー黄金 管洋志写真?). Tokyo : Tōhō-shuppan, 1997.  (ISBN 4-88591-546-5). Photographies de Birmanie.
- Unnan no suito Reikō: Suga Hiroshi shashinshū[7] (雲南の水都・麗江　管洋志・写真集?). Tokyo : Tōhō-shuppan, 2000.  (ISBN 4-88591-656-9). Photographies de Lijiang, Yunnan.
- Bari-tō dai-hyakka (バリ島大百科?). Tokyo : TBS Britannica, 2001.  (ISBN 4-484-01404-1). Photographies de Bali.
- Mekon 4525km (メコン4525km?). Tokyo : Jitsugyō-no-Nihon-sha, 2002.  (ISBN 4-408-01714-0). Photographies le long du Mékong.
- Kyō no katadomari (京の片泊まり?). Tokyo : Futabasha, 2004.  (ISBN 4575476277). Photographies de Kyoto.
- Suga Hiroshi ... Amami: Shima ni ikite (管洋志…奄美　シマに生きて?). Tokyo : Shinchosha, 2007.  (ISBN 978-4-10-305901-1). Photographies d'Amami-Ōshima.

### Autres albums avec des contributions de Suga
- Hakata Gion Yamagasa (博多祇園山笠?). Tokyo : Kodansha, 1983.  (ISBN 4-06-200166-7). Texte de Hōsei Hasegawa (長谷川法世?). Photographies de Fukuoka.
- Matsuri to geinō no shima Bali (祭りと芸能の島バリ?). Music Gallery 3. Tokyo : Ongaku-no-tomo-sha, 1984.  (ISBN 4-276-38003-0). Texte de Fumiko Tamura (田村史子?) et Teigo Yoshida (吉田禎吾?). Photographies de Bali.
- Bari: Chō-mugen-kai (バリ・超夢幻界?). Tokyo : Ōbunsha, 1987.  (ISBN 4-01-070752-6). Traduction de Bali Entranced, avec des essais de Lyall Watson. Photographies de Bali.
- Ajia gensō: Mōmu o tabi suru (アジア幻想　モ-ムを旅する?). Tokyo : Kodansha, 1989.  (ISBN 4-06-204366-1). Texte de Tomomi Muramatsu (村松友視?). Voyages en Asie avec William Somerset Maugham.
- Shanhai suigan (上海酔眼?). Tokyo : Kodansha.  (ISBN 4-06-183608-0). Texte de Tomomi Muramatsu. Photographies de Shanghai.
- Chiisa na tomodachi: Shakashū (小さな友だち　写歌集?). Tokyo : Kodansha, 1996.  (ISBN 4-06-266351-1). Avec des tanka de Machi Tawara.
- Madamu ajian no yasashii gohan (マダムアジアンのやさしいごはん?). Tokyo : Kōsaidō Shuppan, 2001.  (ISBN 4-331-50767-X). Texte de Keiko Moriwaki (森脇慶子?).
- Kusa o hamu: Kyōto "Nakahigashi" no shiki (草をハむ　京都「なかひがし」の四季?). Tokyo : President-sha, 2002.  (ISBN 4-8334-1755-3). Texte de Hisashi Kashiwai (柏井寿?). Sur la cuisine japonaise à Kyoto.
- Uchidate Machiko no gyōten Chūgoku (內館牧子の仰天中国?). Tokyo : JTB, 2003.  (ISBN 4-533-04856-0). Texte de Machiko Uchidate (內館牧子?).
- Kore tabe! (これ食べ!?). Tokyo : Shinchosha, 2003.  (ISBN 4-10-446203-9). Sur les restaurants de Tokyo. Texte de Masahiko Katsuya.
- Masahiro no Tōkyō zubari hyakken (マスヒロの東京ずばり百軒?). Tokyo : Jitsugyō-no-Nihon-sha, 2007.  (ISBN 978-4-408-00818-9). Sur les restaurants de Tokyo. Texte de Masahiro Yamamoto (山本益博?).
- Kizzu fotogurafāzu no mōgakkō no 23-nin ga totta! (キッズフォトグラファーズ盲学校の23人が撮った!?). Tokyo : Shinchosha, 2008.  (ISBN 978-4-10-305902-8). Photographies par des élèves aveugles, édité par Suga.
- Sushi: Sukiyabashi Jirō: Bi, shoku, waza (鮨　すきやばし次郎　美・職・技?). Tokyo : Graphic-sha, 2009.  (ISBN 978-4-7661-2064-6). Autre titre : Sushi (寿司?). Texte par le chef sushi Jirō Ono (小野二郎?), édité par Masahiro Yamamoto.
- Dāisuki na mono pachiri! Fotoarubamu-ehon (だ〜いすきなものパチリ!　フォトアルバム絵本?). Tokyo : Nihon Hyōjun, 2009.  (ISBN 978-4-8208-0418-5). Photographies par des élèves aveugles, édité par Suga.
- Kikoerukai mori no koe: Afan no mori suga hiroshi shashinshū (聞えるかい森の声　アファンの森管洋志写真集?). Tokyo : Studio Debo, 2009.  (ISBN 4-270-00471-1). Texte de C. W. Nicol.